# Cheng Ming
Cheng Ming, född 11 februari 1986 i Jilin, Kina, är en kinesisk bågskytt som tog OS-silver i lagtävlingen vid de olympiska bågskyttetävlingarna 2012 i London.